# كريستين (فلم 1983)
كريستين (بالإنجليزية: Christine) هو فيلم رعب خارق للطبيعة أمريكي من إخراج جون كاربنتر وبطولة كيث غوردون، جون ستوكويل، الكسندرا بول، روبرت بروسكي وهاري دين ستانتون.الفيلم مبني على رواية تحمل نفس الاسم للكاتب ستيفن كينغ.

## روابط خارجية
مقالات تستعمل روابط فنية بلا صلة مع ويكي بيانات